# Ponapea palauensis
Ponapea palauensis är en enhjärtbladig växtart som beskrevs av Ryozo Kanehira. Ponapea palauensis ingår i släktet Ponapea och familjen Arecaceae. Inga underarter finns listade i Catalogue of Life.